# Thập niên 470 TCN
Thập niên 470 TCN hay thập kỷ 470 TCN chỉ đến những năm từ 470 TCN đến 479 TCN.